# Persone di nome Ryan/Calciatori
| Questa pagina contiene informazioni ricavate automaticamente dalle voci biografiche con l'ausilio del template Bio e di un bot. L'aggiornamento è periodico e automatico e ricostruisce completamente la pagina. Se manca una persona in questa lista, sei pregato di non aggiungerla, ma accertati piuttosto che la sua voce biografica contenga il template Bio e che i dati anagrafici siano correttamente compilati. Se il template Bio manca, inseriscilo tu stesso o, in alternativa, metti l'avviso {{tmp\|Bio}} che ne segnala la mancanza. Se i dati riportati sono sbagliati, correggi direttamente la voce biografica; le modifiche saranno visibili in questa lista entro pochi giorni. Per chiarimenti vedi il progetto antroponimi. La lista contiene solo le 91 persone che sono citate nell'enciclopedia e per le quali è stato implementato correttamente il template Bio. Pagina aggiornata al 16 ott 2024. |

Questa è una lista di persone presenti nell'enciclopedia che hanno il nome Ryan e sono calciatori.

## A(4)
- Ryan Alebiosu, calciatore inglese (Londra, n. 2001)
- Ryan Allsop, calciatore inglese (Birmingham, n. 1992)
- Ryan Andrews, calciatore inglese (Watford, n. 2004)
- Ryan Astles, calciatore inglese (Birkenhead, n. 1994)

## B(6)
- Ryan Babel, calciatore olandese (Amsterdam, n. 1986)
- Ryan Bennett, calciatore inglese (Orsett, n. 1990)
- Ryan Bertrand, ex calciatore inglese (Londra, n. 1989)
- Ryan Bidounga, calciatore francese (Rambouillet, n. 1997)
- Ryan Bowman, calciatore inglese (Carlisle, n. 1991)
- Ryan Brobbel, calciatore nordirlandese (Hartlepool, n. 1993)

## C(5)
- Ryan Cain, calciatore neozelandese (Wellington, n. 1992)
- Ryan Camenzuli, calciatore maltese (Birkirkara, n. 1994)
- Ryan Camilleri, calciatore maltese (Pietà, n. 1988)
- Ryan Christie, calciatore scozzese (Inverness, n. 1995)
- Ryan Conroy, ex calciatore scozzese (Vale of Leven, n. 1987)

## D(6)
- Ryan De Vries, calciatore neozelandese (Città del Capo, n. 1991)
- Ryan Dicker, ex calciatore anglo-verginiano (Stoke-on-Trent, n. 1986)
- Ryan Donk, ex calciatore olandese (Amsterdam, n. 1986)
- Ryan Duffy, ex calciatore britannico (n. 1987)
- Ryan Duncan, calciatore scozzese (Keig, n. 2004)
- Ryan Gustavo de Lima, calciatore brasiliano (San Paolo, n. 2003)

## E(3)
- Ryan Edgar, ex calciatore dominicense (Newham, n. 1986)
- Ryan Edwards, calciatore australiano (Singapore, n. 1993)
- Ryan Edwards, calciatore inglese (Liverpool, n. 1993)

## F(7)
- Ryan Fenech, ex calciatore maltese (Ħamrun, n. 1986)
- Ryan Flamingo, calciatore olandese (Blaricum, n. 2002)
- Ryan Flynn, calciatore scozzese (Edimburgo, n. 1988)
- Ryan France, ex calciatore inglese (Sheffield, n. 1980)
- Ryan Fraser, calciatore scozzese (Aberdeen, n. 1994)
- Ryan Fredericks, calciatore inglese (Potters Bar, n. 1992)
- Ryan Fulton, calciatore scozzese (Burnley, n. 1996)

## G(5)
- Ryan Gauld, calciatore scozzese (Aberdeen, n. 1995)
- Ryan Giles, calciatore inglese (Telford, n. 2000)
- Ryan Gravenberch, calciatore olandese (Amsterdam, n. 2002)
- Ryan Griffiths, calciatore australiano (Sydney, n. 1981)
- Ryan Guy, calciatore statunitense (Carlsbad, n. 1985)

## H(4)
- Ryan Adeleye, ex calciatore statunitense (Elizabeth, n. 1987)
- Ryan Hardie, calciatore scozzese (Stranraer, n. 1997)
- Ryan Hedges, calciatore gallese (Northampton, n. 1995)
- Ryan Hollingshead, calciatore statunitense (Sacramento, n. 1991)

## J(5)
- Ryan Jack, calciatore scozzese (Aberdeen, n. 1992)
- Ryan Jarvis, ex calciatore inglese (Fakenham, n. 1986)
- Ryan Johansson, calciatore lussemburghese (Lussemburgo, n. 2001)
- Ryan Johnson, ex calciatore giamaicano (Kingston, n. 1984)
- Ryan Laursen, calciatore statunitense (Los Angeles, n. 1992)

## K(4)
- Ryan Kent, calciatore inglese (Oldham, n. 1996)
- Ryan Kitto, calciatore australiano (McLaren Flat, n. 1994)
- Ryan Klapp, calciatore lussemburghese (n. 1993)
- Ryan Koolwijk, calciatore olandese (Rotterdam, n. 1985)

## L(4)
- Ryan Ledson, calciatore inglese (Liverpool, n. 1997)
- Ryan Leonard, calciatore inglese (Plymouth, n. 1992)
- Kelvin Liddie, calciatore anguillano (Basseterre, n. 1981)
- Ryan Longman, calciatore inglese (Redhill, n. 2000)

## M(11)
- Ryan Malone, calciatore statunitense (Chicopee, n. 1992)
- Ryan Manning, calciatore irlandese (Galway, n. 1996)
- Ryan Martin, calciatore samoano (n. 1993)
- Ryan McBride, calciatore nordirlandese (Derry, n. 1989 - Derry, † 2017)
- Ryan McGivern, calciatore nordirlandese (Newry, n. 1990)
- Ryan McGowan, calciatore australiano (Adelaide, n. 1989)
- Ryan McLaughlin, calciatore nordirlandese (Belfast, n. 1994)
- Ryan Meara, calciatore statunitense (Crestwood, n. 1990)
- Ryan Mendes, calciatore capoverdiano (Fogo, n. 1990)
- Ryan Mmaee, calciatore belga (Geraardsbergen, n. 1997)
- Ryan Moon, calciatore sudafricano (Pietermaritzburg, n. 1996)

## N(2)
- Ryan Noble, ex calciatore inglese (Sunderland, n. 1991)
- Ryan Nyambe, calciatore namibiano (Katima Mulilo, n. 1997)

## O(1)
- Ryan O'Leary, ex calciatore scozzese (Glasgow, n. 1987)

## P(1)
- Ryan Porteous, calciatore scozzese (Dalkeith, n. 1999)

## R(3)
- Ryan Rae, ex calciatore sudafricano (Johannesburg, n. 1991)
- Ryan Raposo, calciatore canadese (Hamilton, n. 1999)
- Ryan Richter, ex calciatore statunitense (Southampton, n. 1989)

## S(9)
- Ryan Sailor, calciatore statunitense (Centennial, n. 1998)
- Ryan Carlos Santos de Sousa, calciatore brasiliano (Diadema, n. 2002)
- Ryan Sanusi, calciatore belga (Borgerhout, n. 1992)
- Ryan Scicluna, calciatore maltese (Birchircara, n. 1993)
- Ryan Shotton, calciatore inglese (Fenton, n. 1988)
- Ryan Craig Matthew Smith, ex calciatore inglese (Londra, n. 1986)
- Ryan Stevenson, ex calciatore scozzese (Irvine, n. 1984)
- Ryan Strain, calciatore inglese (Coventry, n. 1997)
- Ryan Sweeney, calciatore inglese (Kingston upon Thames, n. 1997)

## T(6)
- Ryan Taylor, calciatore inglese (Liverpool, n. 1984)
- Ryan Telfer, calciatore canadese (Mississauga, n. 1994)
- Ryan Thomas, calciatore neozelandese (Auckland, n. 1994)
- Ryan Thompson, ex calciatore giamaicano (Kingston, n. 1985)
- Ryan Trotman, calciatore olandese (Enschede, n. 1999)
- Ryan Tunnicliffe, calciatore inglese (Bury, n. 1992)

## W(4)
- Ryan Dale Williams, calciatore australiano (Subiaco, n. 1993)
- Ryan Williamson, calciatore britannico (Kirkcaldy, n. 1996)
- Ryan Wintle, calciatore inglese (Newcastle-under-Lyme, n. 1997)
- Ryan Woods, calciatore inglese (Norton Canes, n. 1993)

## Y(1)
- Ryan Yates, calciatore inglese (Nottingham, n. 1997)